# El Huayco
El Huayco es una localidad argentina ubicada en el Departamento San Alberto de la provincia de Córdoba. Se encuentra 2 km al este de la Ruta Nacional 20, a 6 km del Dique La Viña, al pie de las Sierras Grandes y surcada por el arroyo El Perchel. Depende administrativamente de la comuna de Las Calles, ubicada 6 km al norte.
Es una villa turística, con varios complejos de cabaña que permiten disfrutar del ambiente serrano. El nombre es de origen quichua, y significa hondonada.

## Población
Cuenta con 133 habitantes (Indec, 2010), lo que representa un incremento del 7% frente a los 124 habitantes (Indec, 2001) del censo anterior.
| Gráfica de evolución demográfica de El Huayco entre 1991 y 2010 |
|                                                                 |
| Fuente: Censos nacionales del INDEC                             |